# C2mim
C2mimは、1-n-エチル-3-メチルイミダゾリウムカチオンの短縮形である。ここで、C2はエチル基を指す。C2mimは、EMIMと略され、多種多様なアニオンと組み合わせることで、物性を調整可能な数多くの一般的なイオン液体の基礎となっている。このイミダゾールカチオンを含む塩はイオン液体であり、一般的な例は塩化1-エチル-3-メチルイミダゾリウム（[C2mim][Cl]）である。
C2mimは、イオン液体の開発初期段階である1980年代に、ウィルクス（Wilkes）らによってクロロアルミネート系イオン液体の構成要素として導入された。また、C2mimは、室温での液体状態を実現するなど、良好な物性をもたらすことから好んで用いられた。さらに、C2mimは合成の容易さ、比較的低い粘度（長鎖アルキル基を持つカチオンと比較して）、および様々な応用分野における優れた性能から、最も広く研究・利用されるカチオンの一つとなった。

塩化1-エチル-3-メチルイミダゾリウムの化学構造

## 塩の例
C2mimと一般的に組み合わされるアニオンには以下のようなものがある。
- ハロゲン化物：塩化物（Cl−）、臭化物（Br−）。しばしば合成前駆体として用いられ、室温で固体の場合がある（例：Cl−）[8]。
- テトラフルオロホウ酸塩（BF−
4）：一般的で、比較的低粘度、水に対して安定（ただしアニオンはゆっくり加水分解する可能性がある） 。
- ヘキサフルオロリン酸塩（PF−
6）：一般的で、しばしば疎水性を示すが、加水分解によりフッ化水素（HF）を放出しやすい 。
- ビス(トリフルオロメチルスルホニル)イミド：疎水性、高い熱および電気化学的安定性であり、比較的低粘度である。
- 酢酸塩（AcO−または、CH3COO−）：親水性、良好なバイオマス溶媒、熱安定性はやや低い、生分解性の可能性がある。
- エチル硫酸塩：親水性、合成経路で使用される 。
- ジシアナミド（(C2N−
3）：低粘度、熱媒体としての可能性がある。
- トリフルオロメタンスルホン酸塩（CF
3SO−
3）：安定なアニオンである。
- チオシアン酸塩（[SCN]−
）
- 硫酸水素塩（HSO−
4）：プロトン性を持つ可能性がある。
- ジエチルリン酸塩（[DEP]−
）：特定の用途で良好な溶媒である。
- ビス(フルオロスルホニル)イミド：低粘度で、良好な伝導性を持つ。
- 炭酸水素塩（HCO−
3）：合成で使用される。